# Francja na Mistrzostwach Świata w Lekkoatletyce 2015
Francja na Mistrzostwach Świata w Lekkoatletyce 2015 – reprezentacja Francji podczas Mistrzostw Świata w Pekinie liczyła 36 zawodników, którzy zdobyli dwa brązowe medale.

## Występy reprezentantów Francji

### Mężczyźni

#### Konkurencje biegowe
| Konkurencja                   | Zawodnik                                                            | Runda 1      | Runda 1 | Półfinał   | Półfinał | Finał    | Finał   |
| Konkurencja                   | Zawodnik                                                            | Rezultat     | Pozycja | Rezultat   | Pozycja  | Rezultat | Pozycja |
| ----------------------------- | ------------------------------------------------------------------- | ------------ | ------- | ---------- | -------- | -------- | ------- |
| Bieg na 100 m                 | Christophe Lemaitre                                                 | 10,24        | 32. Q   | 10,20      | 20.      | NQ       | NQ      |
| Bieg na 100 m                 | Jimmy Vicaut                                                        | 9,92         | 3. Q    | 9,99       | 7. q     | 10,00    | 8.      |
| Bieg na 200 m                 | Jeffrey John                                                        | 20,48        | 29.     | NQ         | NQ       | NQ       | NQ      |
| Bieg na 200 m                 | Christophe Lemaitre                                                 | 20,29        | 15. Q   | 20,34      | 15.      | NQ       | NQ      |
| Bieg na 400 m                 | Mame-Ibra Anne                                                      | 45,55        | 34.     | NQ         | NQ       | NQ       | NQ      |
| Bieg na 800 m                 | Pierre-Ambroise Bosse                                               | 1:47,89      | 23. Q   | 1:45,02    | 3. q     | 1:46,63  | 5.      |
| Bieg na 110 m przez płotki    | Dimitri Bascou                                                      | 13,29        | 4. Q    | 13,16 (PB) | 4. Q     | 13,17    | 5.      |
| Bieg na 110 m przez płotki    | Garfield Darien                                                     | 13,43        | 11. Q   | 13,25      | 8. q     | 13,34    | 8.      |
| Bieg na 110 m przez płotki    | Pascal Martinot-Lagarde                                             | 13,35        | 7. Q    | 13,17      | 6. q     | 13,17    | 4.      |
| Bieg na 3000 m z przeszkodami | Yoann Kowal                                                         | 8:41,65      | 20.     | —          | —        | NQ       | NQ      |
| Sztafeta 4 × 100 m            | Emmanuel Biron Christophe Lemaitre Guy-Elphège Anouman Jimmy Vicaut | 37,88 (SB)   | 2. Q    | —          | —        | 38,33    | 5.      |
| Sztafeta 4 × 400 m            | Mame-Ibra Anne Teddy Atine-Venel Mamoudou Hanne Thomas Jordier      | 2:59,42 (SB) | 6. Q    | —          | —        | 3:00,65  | 6.      |
| Chód na 20 km                 | Kévin Campion                                                       | —            | —       | —          | —        | 1:25:16  | 33.     |

#### Konkurencje techniczne
| Konkurencja   | Zawodnik          | Eliminacje | Eliminacje | Finał    | Finał   |
| Konkurencja   | Zawodnik          | Rezultat   | Pozycja    | Rezultat | Pozycja |
| ------------- | ----------------- | ---------- | ---------- | -------- | ------- |
| Skok o tyczce | Renaud Lavillenie | 5,70       | 1. Q       | 5,80     | brąz    |
| Skok o tyczce | Kévin Menaldo     | 5,70       | 14. Q      | 5,80     | 6.      |
| Skok w dal    | Kafétien Gomis    | 8,09       | 7. q       | 8,02     | 7.      |
| Trójskok      | Benjamin Compaoré | 16,82      | 8. q       | 16,63    | 12.     |

| Dziesięciobój  | Dziesięciobój       | Dziesięciobój | Dziesięciobój | Dziesięciobój |
| Zawodnik       | Konkurencja         | Wynik         | Punkty        | Pozycja       |
| -------------- | ------------------- | ------------- | ------------- | ------------- |
| Bastien Auzeil | Bieg na 100 m       | 11,22         | 812           | 23.           |
| Bastien Auzeil | Skok w dal          | 7,26          | 876           | 19.           |
| Bastien Auzeil | Pchnięcie kulą      | 15,38         | 813           | 2.            |
| Bastien Auzeil | Skok wzwyż          | 2,01 (SB)     | 813           | 14.           |
| Bastien Auzeil | Bieg na 400 m       | 48,66 (PB)    | 877           | 15.           |
| Bastien Auzeil | Bieg na 110 m p.pł. | 14,71         | 885           | 14.           |
| Bastien Auzeil | Rzut dyskiem        | 42,63         | 718           | 14.           |
| Bastien Auzeil | Skok o tyczce       | 941           | 6.            |               |
| Bastien Auzeil | Rzut oszczepem      | 55,14         | 665           | 17.           |
| Bastien Auzeil | Bieg na 1500 m      | 4:37,92 (PB)  | 693           | 15.           |
| Razem          | Razem               | Razem         | 8093          | 13.           |

### Kobiety

#### Konkurencje biegowe
| Konkurencja                | Zawodniczka                                                           | Runda 1      | Runda 1 | Półfinał     | Półfinał | Finał    | Finał   |
| Konkurencja                | Zawodniczka                                                           | Rezultat     | Pozycja | Rezultat     | Pozycja  | Rezultat | Pozycja |
| -------------------------- | --------------------------------------------------------------------- | ------------ | ------- | ------------ | -------- | -------- | ------- |
| Bieg na 400 m              | Marie Gayot                                                           | 51,24 (PB)   | 15. Q   | 50,97 (PB)   | 12.      | NQ       | NQ      |
| Bieg na 400 m              | Floria Gueï                                                           | 50,89 (PB)   | 10. Q   | 51,30        | 15.      | NQ       | NQ      |
| Bieg na 800 m              | Rénelle Lamote                                                        | 2:00,20      | 8. q    | 1:58,86 (PB) | 9. Q     | 1:59,70  | 8.      |
| Bieg na 100 m przez płotki | Cindy Billaud                                                         | 13,23        | 28.     | NQ           | NQ       | NQ       | NQ      |
| Bieg na 400 m przez płotki | Aurélie Chaboudez                                                     | 56,19        | 20. q   | 56,13        | 15.      | NQ       | NQ      |
| Sztafeta 4 × 100 m         | Lénora Guion-Firmin Stella Akakpo Maroussia Paré Céline Distel-Bonnet | 43,58 (SB)   | 14.     | —            | —        | NQ       | NQ      |
| Sztafeta 4 × 400 m         | Estelle Perrossier Marie Gayot Agnès Raharolahy Floria Gueï           | 3:24,86 (SB) | 6. Q    | —            | —        | 3:26,45  | 7.      |
| Chód na 20 km              | Émilie Menuet                                                         | —            | —       | —            | —        | 1:36:17  | 31.     |

#### Konkurencje techniczne
| Konkurencja   | Zawodniczka           | Eliminacje | Eliminacje | Finał    | Finał   |
| Konkurencja   | Zawodniczka           | Rezultat   | Pozycja    | Rezultat | Pozycja |
| ------------- | --------------------- | ---------- | ---------- | -------- | ------- |
| Skok o tyczce | Marion Lotout         | 4,30       | 21.        | NQ       | NQ      |
| Trójskok      | Jeanine Assani-Issouf | 14,04      | 9. q       | 14,12    | 9.      |
| Rzut dyskiem  | Mélina Robert-Michon  | 61,78      | 9. q       | 60,92    | 10.     |
| Rzut młotem   | Alexandra Tavernier   | 74,39 (PB) | 2. Q       | 74,02    | brąz    |